# Fichet Security Solutions France
 (juin 2014).
Fichet Sécurité Solutions France, filiale de Fichet Group, est un fabricant français dans le domaine de la haute sécurité, dont la fondation remonte à 1825 sous le nom de Fichet.
Le groupe conçoit et fabrique des solutions de sécurité actives et passives pour assurer la protection des personnes, des infrastructures et la sécurisation des biens et des valeurs. Son offre intègre une gamme d’équipements certifiés et de stockage sécurisé commercialisé sous la marque Fichet Bauche (chambres fortes, coffres-forts et armoires ignifuges), de menuiserie de sûreté (SAS, portes et cloisons de sécurité), de contrôle d’accès et de sûreté électronique. Le groupe s’appuie sur deux outils de production propres situés en France (Bazancourt et Baldenheim). 
Fichet Group est présent en France (14 agences et 2 usines), en Belgique, au Luxembourg et à l’export dans plus de 120 pays. 

## Historique
C’est en 1825 qu’Alexandre Fichet fonde « une entreprise au service de la protection du particulier contre le cambriolage » : la société Fichet, qui n’est alors qu’un atelier de serrurerie. Né à Étrépilly (Seine-et-Marne) le 6 février 1799 (et décédé en 1862), il fut un célèbre serrurier à Paris. Sa renommée était telle qu’il fournissait la couronne. Il était membre de l’Académie de l’industrie et serrurier de la bibliothèque Royale. Par conséquent, il était reconnu par ses multiples brevets décisifs pour la serrurerie moderne.
Dans un même temps, un fabricant de produits réfractaires, Auguste Nicolas Bauche, fait une avancée décisive dans la protection du contenu d’un coffre-fort contre le feu, en imaginant le premier coffre-fort incombustible et réfractaire. Il crée en 1864 la société Bauche.
En 1897 est construite l’usine d'Oust-Marest appelée « Fichet-Village ». À partir de 1919 sont créées des filiales étrangères.
Le 1er juillet 1967, le groupe Fichet Bauche est créé par la fusion des sociétés Bauche et Fichet.
En avril 1999, la société Gunnebo (qui est spécialisée dans la protection physique et électronique) rachète le groupe Fichet Bauche.
Le 3 décembre 2018, les filiales française, belge et luxembourgeoise du groupe sont rachetées par le fonds de capital investissement OpenGate Capital et un changement de nom a lieu, faisant apparaître les noms de Fichet Security Solutions France, Belgique et Luxembourg, qui sont aussi regroupées au sein d'une entité appelée Fichet Group.